# Jens-Peter Wrede
Jens-Peter Wrede (* 19. April 1957 in Hamburg) ist ein ehemaliger deutscher Segler.

## Werdegang
Der aus Wedel bei Hamburg stammende Wrede begann als Kind mit dem Segelsport, seine Familie betrieb eine Werft. Das Mitglied des Segel-Vereins Wedel-Schulau wurde 1978 internationaler deutscher Meister in der Bootsklasse OK-Jolle. 1984 lag er zusammen mit Matthias Borowy bei der Europameisterschaft in der Starboot-Klasse im Endstand zunächst auf dem dritten Rang, rückte nach der Auswertung von Protesten aber auf den zweiten Platz vor. 1981 erreichte Wrede bei der EM den 13., 1982 den fünften und 1983 den siebten Platz. Bei der Europameisterschaft 1985 kam er auf den sechsten Platz.
Er nahm ebenfalls an Weltmeisterschaften teil, 1982 belegte Wrede in der Staarboot-Klasse den vierten Platz, im Folgejahr wurde er bei der WM 39., 1984 Zwölfter und kam 1985 auf 30. Rang.
1987 wurde Wrede gemeinsam mit Stefan Knabe und Matthias Adamczewski deutscher Meister in der Bootsklasse Soling. Zusammen mit den beiden nahm Wrede 1988 an den Olympischen Sommerspielen teil. Dort belegten sie den 15. Platz. Er heiratete 1993 die Seglerin Kirsten Tamm, die 1985 als Steuerfrau der Rodeo an den Ausscheidungsrennen zum Admiral’s Cup teilnahm.
1999 gründete der Diplom-Kaufmann das Unternehmen Peter Wrede Yachtrefit GmbH und Co. KG, das unter anderem Bootslackierungen und -reparaturen anbietet. Neben dem Stammsitz in Wedel baute er später Standorte des Betriebs in Neustadt, Greifswald und Kappeln auf.